# Stefan Grand Prix
A Stefan Grand Prix egy tervezett Formula–1-es csapat volt, amely alapítója, Zoran Stefanović nevét viselte. Az istálló a 2010-es világbajnokságon szeretett volna elindulni. Kezdeti próbálkozásuk egyike volt a 2009 júliusában elutasított indulási kérelmeknek, és bár a csapat kitartóan igyekezett felkerülni a rajtrácsra, végül nem szerepelt a 2010 márciusában megjelent végleges rajtlistán. Az istálló később a 2011-es és a 2015-ös idényben is megkísérelt elindulni a világbajnokságon, szintén sikertelenül.

## Kezdetek
A Stefan Grand Prix-t a szerb mérnök és üzletember Zoran Stefanović alapította azzal a szándékkal, hogy az az ország első Formula-1-es csapata legyen. Stefanović és az istállója korábban már kétszer is megpróbálkozott az F1-es indulással: egyszer 1996-ban, másodszor pedig egy évvel később, amikor a sikertelen MasterCard Lola csapat maradványait próbálta felvásárolni.

## A vitatott pályázat
2009-ben, az F1 irányító testülete, az FIA pályázatot írt ki új csapatok számára a 2010-es szezonra. Tizenöt csapat adta be a jelentkezését, és 2009 júliusában végül három, a Campos Meta (később Hispania), a Manor Racing (később Virgin) és az USF1 kapott engedélyt arra, hogy a következő évben csatlakozhasson a meglévő tíz csapathoz. A Stefan egyike volt a sikertelen jelentkezőknek. Az F1-es közösség először akkor értesült Stefanović terveiről, amikor a szintén elutasított N.Technology-hoz hasonlóan panasszal fordult az Európai Bizottsághoz.
Stefanović szerint a kiválasztás során elfogultak voltak azon csapatok irányában, amelyek az újonnan bevezetett Cosworth erőforrásokat tervezték használni. Állítása szerint az FIA nem csak a nem-cosworthos csapatokkal szemben volt előítéletes, hanem azokkal szemben is, amelyek gyártóként is működtek volna, hiszen míg a Virgin, a Campos és az USF1 külsős cégeket bízott volna meg a kasztnitervezéssel, addig a Stefan a szerb AMCO cég támogatásával saját maga építette volna az autóit. Állítása szerint a Prodrive ugyanezért nem került fel a rajtrácsra, hiszen a Stefanhoz hasonlóan nekik is megvolt a lehetőségük arra, hogy saját kasztnit építsenek. Stefanovic egyébként a 2007-es kémbotrányban résztvevő Mike Coughlan támogatását is élvezte, a csapat pedig több fotót is közzétett, amelyen a korábbi McLaren-mérnök az irodájukban látható.
2009 novemberében a Honda és a BMW távozása után a Toyota hivatalosan is visszalépett a világbajnokságtól. Bár eredetileg nem tervezték továbbadni a csapatot, Stefanovićnak sikerült megszerezni a jogot arra, hogy használhassa a Toyota kasztniját, sebváltóját és a 2010-re tervezett erőforrását. A Stefan emellett több, frissen munkanélkülivé vált korábbi Toyota-dolgozót is felvett. A Toyota megüresedett helyéért Stefanović és Peter Sauber harcolt, aki visszavásárolta a csapatát a BMW-től. A helyet végül a Sauber kapta meg, ám Stefanović továbbra sem tett le arról, hogy ott legyenek a rajtrácson.

## Indulási kísérletek

### 2010
2009. szeptember 29-én Stefanović bejelentette, hogy részt kívánnak venni a 2010-es bahreini szezonnyitón, annak ellenére, hogy nem kaptak rajtengedélyt, a Concorde Egyezmény értelmében pedig csak tizenhárom csapat lehetett ott a rajtrácson. 2010. március 3-án az FIA bejelentette, hogy az USF1 nem vesz részt a világbajnokságon, és hogy kevesebb, mint két héttel az idénynyitó előtt lehetetlenség új csapatot találni a helyükre. A hírek szerint Stefanović egyesíteni szerette volna a Stefant az USF1-al, ám ebbe az amerikai csapat alapítói, Peter Windsor és Ken Anderson nem mentek bele.
A csapat külön fiatalprogramot indított volna, amely lehetővé tette volna az újonc versenyzők számára, hogy leendő csapataik színeiben tesztelhessenek; a Stefanra ugyanis nem vonatkozott volna az évközi teszttilalom, hiszen a csapat nem nyert felvételt a 2010-es rajtrácsra. Január 29-én bejelentették, hogy az istálló technikai segítséget kap a Toyotától és hogy még hat héttel a szezonnyitó előtt sem tettek le arról, hogy csatlakozzanak a mezőnyhöz.
Bár nem volt rajtengedélye, a csapat mégis elküldte a felszerelését Bahreinbe. Azt is tervezték, hogy február 25 és 28 között két versenyzővel tesztelnek majd Portimaóban, erre viszont nem került sor, mivel nem sikerült gumikat szerezniük. Az F1 akkori egyetlen beszállítója, a Bridgestone ugyanis nem akart F1-specifikus gumikat adni a Stefannak addig, amíg nem rendelkeztek rajtengedéllyel.
A Forma-1 kereskedelmi jogainak tulajdonosa, Bernie Ecclestone megemlítette, hogy beszélt Mirko Cvetković akkori szerb miniszterelnökkel, aki biztosította arról, hogy a Stefan rendelkezik az F1-hez szükséges anyagi háttérrel. Három héttel később a csapat bejelentette, hogy a Toyotával való együttműködésük véget ért, mert a 2010-es indulás megvalósíthatatlanná vált. Nem zárták ki viszont annak a lehetőségét, hogy 2011-ben újra együttműködjenek. Áprilisban Stefanović bejelentette, hogy amellett, hogy el szeretne indulni a csapattal a következő szezonban, azt is tervezi, hogy megépíti a "Stefan Technology Parkot", amelynek része volt egy ópazovai, F1-es sztenderdeknek is megfelelő versenypálya is.

### 2011
Az USF1 2010-es visszalépését követően az FIA bejelentette, hogy újraindítják a jelentkezést a 2011-es szezonra. A Stefan GP is egyike volt a tizenöt pályázónak. A 2010-es olasz nagydíj előtt az FIA bejelentette, hogy egyik jelentkező sem felelt meg a követelményeknek, így nem lesz tizenharmadik csapat.

### 2015
A 2012-es szezonra nem indították újra a jelentkezést. 2014 márciusában kiderült, hogy Stefanović ismét jelentkezett az F1-be, miután az FIA korábban bejelentette, hogy újraindítják a pályázatot azzal a céllal, hogy a 2015-ös szezontól új csapattal bővüljön a mezőny. Stefanović 2014 februárjában visszavonta a jelentkezést.

### 2019
2017 júliusában Stefanović előállt azzal a tervvel, hogy 2019-ben csatlakozik a mezőnyhöz és azt állította, hogy a parmai gyára és a személyzete is készen áll a csapat létrehozására. Szándékát két héttel azután jelezte, hogy egy kínai csapat 2019-es csatlakozásáról szóló pletykák nyilvánossá váltak.

## Autó és versenyzők
A csapat Toyota által tervezett és épített autója a Stefan S-01 nevet kapta volna, a benne lévő, szintén Toyota erőforrás pedig a Stefan RG-01-et. 2010. február 2-án a csapat bejelentette, hogy még abban a hónapban letesztelik az autót, amelyet Nakadzsima Kazuki fog vezetni. A szerb nemzeti színeket viselő autót először február 19-én indították be. A csapat a jelentkezése sikerességétől függetlenül február 25-én szerette volna élesben tesztelni az autót, és továbbra is azért küzdött, hogy tizennegyedik csapatként ott lehessen a rajtrácson. A hivatalos beszállító Bridgestone azonban nem adott gumikat az istállónak, így a portimaói tesztet és az autóbemutatót is el kellett halasztani. Később bejelentették, hogy a bemutatót valamikor március elején tartják meg, a Bridgestone abroncsai helyett pedig Avon gumikat használnak majd. Az istálló első számú versenyzőnek a Toyota támogatását élvező Nakadzsimát szerződtette. Stefanovic tervei szerint másik versenyzőjük az 1997-es világbajnok Jacques Villeneuve, tartalékpilótájuk pedig Pastor Maldonado lett volna. 

## Fordítás
Ez a szócikk részben vagy egészben  a   Stefan Grand Prix című angol Wikipédia-szócikk ezen változatának fordításán alapul.  Az eredeti cikk szerkesztőit annak laptörténete sorolja fel. Ez a jelzés csupán a megfogalmazás eredetét és a szerzői jogokat jelzi, nem szolgál a cikkben szereplő információk forrásmegjelöléseként.